# 푸쑤언군
푸쑤언군(베트남어: Quận Phú Xuân / 郡富春)은 베트남 북중부 후에의 군이다. 구 후에시역이 분할되는 형태로 성립했다.

## 행정 구역
푸쑤언군은 13개의 프엉(坊)을 관할하고 있다.
- 안호아 (An Hòa / 安和)
- 동바 (Đông Ba / 東巴)
- 자호이 (Gia Hội / 嘉會)
- 흐엉안 (Hương An / 香安)
- 흐엉롱 (Hương Long / 香龍)
- 흐엉서 (Hương Sơ / 香初)
- 흐엉빈 (Hương Vinh / 香榮)
- 낌롱 (Kim Long / 金龍)
- 롱호 (Long Hồ / 隆湖)
- 푸흐우 (Phú Hậu / 富厚)
- 떠이록 (Tây Lộc / 西祿)
- 투언화 (Thuận Hòa / 順和)
- 투언록 (Thuận Lộc / 順祿)